# Кейт Старр
Кейт Старр (англ. Kate Starre, 18 вересня 1971) — австралійська хокеїстка на траві.
Олімпійська чемпіонка 1996, 2000 років, учасниця 1992 року.
Переможниця Ігор Співдружності 1998 року.
Переможниця Трофею чемпіонів 1991, 1993, 1995, 1997 років, бронзова призерка 2000 року.
Чемпіонка світу 1994, 1998 років.